# Chinemelu Elonu
Chinemelu David Elonu jr. (Enugu, 11 marzo 1987) è un cestista nigeriano con cittadinanza statunitense.
Ha una sorella, Adaora, anch'ella cestista.

## Carriera
È stato selezionato nel Draft NBA 2009 come 59ª scelta dai Los Angeles Lakers. Ha firmato un contratto biennale con il Saragozza con una clausola che gli consentirà eventualmente di tornare ai Lakers alla fine della stagione 2009-10.

## Palmarès
- Coppa di Grecia: 1

AEK Atene: 2017-18
- Basketball Champions League: 1

AEK Atene: 2017-18
- Basketball Africa League: 1

Zamalek: 2021